# 广发永乡
广发永乡，是中华人民共和国河北省承德市围场满族蒙古族自治县下辖的一个乡。

## 行政区划
广发永乡下辖以下地区：
广发永村、车道沟村、协力永村、裕太城村和大杖子村。